# Lauri Lehtinen
Lauri Aleksanteri Lehtinen (ur. 10 sierpnia 1908 w Kerkkoo, zm. 4 grudnia 1973 w Helsinkach) – fiński lekkoatleta, biegacz długodystansowy, mistrz i wicemistrz olimpijski.
19 czerwca 1932, na miesiąc przez igrzyskami olimpijskimi w Los Angeles ustanowił rekord świata w biegu na 5000 metrów wynikiem 14:17,0, co sprawiło, że stał się głównym faworytem tej konkurencji na igrzyskach. W biegu finałowym Lehtinen i inny Fin Lauri Virtanen objęli od początku prowadzenie. Udało im się zgubić wszystkich rywali z wyjątkiem Amerykanina Rapha Hilla. Na ostatnim okrążeniu o zwycięstwo walczyli Lehtinen i Hill. Hill próbował wyprzedzić Lehtinena, ale ten biegł zygzakiem blokując go. Na mecie Lethinen wyprzedził Hilla o 50 centymetrów. Obaj uzyskali ten sam czas 14:30,0. Taktyka Lehtinena była stosowana w Europie, ale nie w Stanach Zjednoczonych i Fin został wygwizdany przez publiczność. Hill jednak nie złożył protestu. Był to jedyny finał olimpijski w biegu dłuższym niż 200 metrów, gdzie złoty i srebrny medalista uzyskali ten sam czas.
Na igrzyskach olimpijskich w 1936 w Berlinie Lethinen zdobył srebrny medal na 5000 metrów ulegając swemu rodakowi Gunnarowi Höckertowi.
W 1940 Lehtinen przekazał swój złoty medal olimpijski żołnierzowi, który odznaczył się podczas wojny zimowej w walkach na Przesmyku Karelskim. Był to gest dla upamiętnienia Höckerta, który zginął w tych walkach.